# Pseudohyaleucerea nigrozona
Pseudohyaleucerea nigrozona là một loài bướm đêm thuộc phân họ Arctiinae, họ Erebidae.